# Fleutiauxia
Fleutiauxia là một chi bọ cánh cứng trong họ Chrysomelidae.
Chi này được miêu tả khoa học năm 1933 bởi Laboissiere.

## Các loài
Các loài trong chi này gồm:
- Fleutiauxia armata (Baly, 1874)
- Fleutiauxia bicavifrons (Gressitt & Kimoto, 1963)
- Fleutiauxia cyanipennis Laboissiere, 1933
- Fleutiauxia flavida Yang, 1993
- Fleutiauxia fuscialata Yang, 1993
- Fleutiauxia glossophylla Yang in Li, Zhang & Xiang, 1997
- Fleutiauxia mutifrons (Gressitt & Kimoto, 1963)
- Fleutiauxia rufipennis Yang, 1993
- Fleutiauxia septentrionalis (Weise, 1922)
- Fleutiauxia violaceipennis Kimoto, 1989
- Fleutiauxia yuae (Yang, 1993)